# Isabel Bishop
Isabel Bishop  (ur. 3 marca 1902 w Cincinnati, zm. 19 lutego 1988 w Nowym Jorku) – amerykańska malarka i graficzka, najbardziej znana ze swych malarskich obserwacji amerykańskich kobiet podczas ich codziennych zajęć oraz ze swych studiów życia codziennego na Union Square i w jego okolicach, począwszy od lat 30. aż do lat 80.

## Życiorys
Jest córką Johna Remsena Bishopa, nauczyciela greki i łaciny oraz dyrektora Walnut Hills High School i jego żony, Anny Newbold Bartram. W 1903 ojciec wraz z rodziną przyjechał do Detroit, gdzie otrzymał nisko płatną posadę nauczyciela. Oznaczało to pogorszenie statusu materialnego rodziny. Młoda Isabel interesowała się sztuką. Zdradzała naturalne uzdolnienia do rysowania utrzymując, iż jest to jedyna rzecz, którą może dobrze robić. Rodzice wspierali jej zainteresowania, zapisując ją do klasy rysunku w Wicker School of Fine Arts, gdy miała 12 lat. Trzy lata później jej ojciec został zwolniony z pracy. Wkrótce potem ukończyła szkołę. W obliczu trudnej sytuacji materialnej rodzice zachęcali ją do niezależności finansowej. Isabel Bishop chciała studiować projekt graficzny i ilustratorstwo w New York School of Applied Design for Women. W sfinansowaniu kosztów nauki oraz utrzymania wsparcie obiecał dobrze sytuowany kuzyn ojca, James Bishop Ford. W 1918 przeniosła się do Nowego Jorku, gdzie przez 2 lata studiowała w New York School of Applied Design for Women. W latach 1920–1923 studiowała w Art Students League. Jej wykładowcami byli: Frank DuMond, Max Weber, Robert Henri i Guy Pène du Bois.
Wkrótce po opuszczeniu tej uczelni zaczęła malować w okolicach Union Square, gdzie ostatecznie zyskała status nieoficjalnego, ale niekwestionowanego historyka wizualnego. W tym czasie teren Union Square był jednym z najbardziej ruchliwych miejsc handlowych i rozrywkowych w Nowym Jorku, choć nie cieszył się już taką renomą jak pod koniec XIX wieku. W jego pobliżu były główne domy towarowe, jak również liczne zakłady przemysłowe i niewielkie przedsiębiorstwa, które zatrudniały tysiące ludzi. W okolicy były również liczne teatrzyki, wystawiające wodewile i burleski, kina, salony bilardowe i sale gier rozrywkowych. Przez park i jego okolice przechodziły codziennie tłumy ludzi dostarczając Bishop bogatej tematyki na całe dekady. W latach 1927–1931 studiowała muralizm pod kierunkiem Kennetha Hayesa Millera, swego najpoważniejszego mentora. Po ukończeniu tych studiów odbyła w jego towarzystwie dwie podróże do Europy (1931 i 1933), zwiedzając przy tym muzea w Paryżu, Londynie, Madrycie i Monachium. W drugiej z tych podróży towarzyszył im jej przyjaciel i protegowany Millera, artysta Reginald Marsh. Wszyscy troje byli przywiązani zarówno do malarstwa Starych Mistrzów, jak i malarstwa realistycznego z motywami miejskimi Union Square.
W 1932 Bishop nawiązała współpracę z Midtown Gallery na Manhattanie, z którą pozostawała ściśle związana przez resztę swojego życia. Dwa lata później założyła pracownię przy Union Square, w której malowała do 1984. Wykładała w Art Students League, będąc w latach 1936–1937 jedynym, pełnoetatowym wykładowcą płci żeńskiej na tej uczelni. Od 1941 była członkinią National Academy of Design, a w latach 1944–1946 wiceprezesem National Institute of Arts and Letters. Wykładała w Skowhegan School of Painting and Sculpture w Skowhegan (1956–1958 i 1963) oraz w School of Fine Arts Uniwersytetu Yale (1963). W 1968 i 1970 otrzymała złoty medal National Arts Club, a 1979 nagrodę za wybitne osiągnięcia w sztuce, Outstanding Achievement in the Arts (z rąk prezydenta Jimmy'ego Cartera). W 1987 otrzymała złoty medal za malarstwo od National Academy of Arts i Institute of Arts and Letters.
Zmarła na chorobę Parkinsona w swoim domu w Riverdale, w nowojorskiej dzielnicy Bronx.

## Życie prywatne
W 1934 wyszła za mąż za Harolda G. Wolffa, neurologa (zmarł w 1962). Oboje mieli syna, Remsena i dwie wnuczki, Sarę i Naomi.

## Twórczość

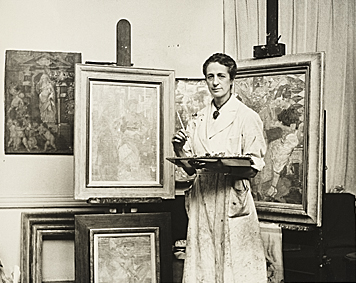
Isabel Bishop w swojej pracowni, 1959, Archives of American Art

Isabel Bishop jest najbardziej znana ze swych obserwacji amerykańskich kobiet, młodszych i starszych, uchwyconych podczas ich codziennych zajęć oraz ze swych studiów życia codziennego na Union Square i w jego okolicach, począwszy od lat 30. aż do lat 80. Była kontynuatorką żywego, specyficznego i wyraźnie amerykańskiego idiomu malarskiego, który zapoczątkowali na przełomie XIX i XX wieku Robert Henri, Everett Shinn, George Luks, John French Sloan i inni. Idiom ten, reporterski w stylu, anegdotyczny w tonie i pozbawiony wszelkiej ubocznej treści, służył jej do uchwycenia chwili, opowiedzenia historii i przywrócenia godności ludziom, dla których w wielkiej sztuce Ameryki często nie było miejsca. Artystka okazała się być spostrzegawczą i wnikliwą obserwatorką życia młodych kobiet w wielkim mieście. Przedstawiała je z godnością, skromnie ubrane, jako te, które aspirowały do awansu zawodowego lub miały nadzieję na poprawę statusu społecznego swego małżeństwa. Istniejące w okolicy placu banki, firmy ubezpieczeniowe i elektryczne, domy towarowe i inne przedsiębiorstwa stworzyły tysiące miejsc pracy dla urzędników. Praca na tych stanowiskach była głównym źródłem utrzymania dla panien, ale też, coraz częściej, również dla mężatek w okresie wielkiego kryzysu. Chociaż mężatki były krytykowane za odbieranie pracy mężczyznom w zamian za niewielkie wynagrodzenie, to powszechnie uznawano je za wzór kobiecej niezależności. Jedne i drugie były często jedynymi żywicielami swych rodzin w czasach, kiedy stopa bezrobocia dochodziła do 25%, a wielu mężczyzn nie mogło znaleźć jakiejkolwiek pracy. Zamiast być ofiarą ubóstwa, kobieta pracująca stała się symbolem pozycji kobiet w wielkim świecie.
Drugą grupą jej prac były autoportrety. W 1927 ukończyła pierwszą z ich serii. Malowanie autoportretów kontynuowała niemal do ostatnich dni swego życia. Według jej biografki, Helen Yglesias w dziełach tych, podobnie jak w żeńskich aktach była jedyną w swoim rodzaju wśród amerykańskich malarek, pracując z wyobraźnią bliższą Europejczykom.
Bishop szczególną inspirację znajdowała w sztuce renesansu i baroku, a zwłaszcza w twórczości Rembrandta i Rubensa. Starała się nadać życie swoim postaciom i uchwycić ich istotne cechy, takie jak: jędrność, nastrój, a przede wszystkim ruch. Podobnie jak u XVII-wiecznych holenderskich i flamandzkich malarzy rodzajowych przedstawiała swoje prozaiczne motywy bezkrytycznie, bez idealizacji, ale w sposób życzliwy, przepajając je samoistnym człowieczeństwem. W podobny sposób podchodziła do swoich martwych natur i scen we wnętrzach, tworząc misternie zaaranżowane i precyzyjnie przedstawione kompozycje, które wysławiały przedmioty codziennego użytku oraz podnosiły rangę zwykłych przejawów życia codziennego.

## Wystawy indywidualne (wybór)
- Midtown Galleries, Nowy Jork – 1933,1935, 1936, 1939, 1942, 1949, 1955, 1960, 1967, 1974, 1984, 1986
- Herbert Institute, Atlanta – 1939
- Smithsonian Institution, Waszyngton – 1945
- Berkshire Museum, Pittsfield – 1957
- Virginia Museum of Fine Arts, Richmond – 1960
- T. W. Wood Gallery, Montpelier – 1972
- University of Arizona Museum of Art, Tucson – 1974–1975 (wystawa objazdowa retrospektywna)
- Associated American Art Gallery, Nowy Jork – 1981 (wystawa retrospektywna)
- Saint-Gaudens Museum, Cornish – 1983
- Laband Art Gallery przy Loyola Marymount University, Los Angeles – 1985[5]

## Zbiory
Prace Isabel Bishop znajdują się w zbiorach głównych amerykańskich muzeów sztuki, w tym: Metropolitan Museum of Art, Brooklyn Museum, Museum of Fine Arts w Bostonie, Smithsonian American Art Museum and the Renwick Gallery, Hirshhorn Museum and Sculpture Garden, Cleveland Museum of Art i Los Angeles County Museum of Art.